# Raúl Penalillo
Raúl Penalillo (Lima, 29 de septiembre de 1982) es un exfutbolista peruano. Jugaba de defensa y tiene 42 años.

## Trayectoria
Formado en las canteras del Club Alianza Lima, debuta en la segunda división con La Peña Sporting el 2003, donde permanece hasta el 2005. Los dos siguientes años juega por la Universidad Técnica de Cajamarca, y a partir del 2008 se encuentra en el Inti Gas, club con el que obtuvo el ascenso a la Primera División ese mismo año.
Para el 2014 vuelve a Ayacucho FC para jugar la Copa Sudamericana 2014 jugando los 2 partidos contra el Caracas FC.
En el 2015 pelea el descenso salvándose en las últimas fechas junto al elenco ayacuchano.

## Selección
Fue parte del seleccionado peruano sub-17 que participó en el Campeonato Sudamericano de Ecuador en 1999.

## Clubes
| Club               | País | Año         |
| ------------------ | ---- | ----------- |
| La Peña Sporting   | Perú | 2003 - 2005 |
| UTC                | Perú | 2006 - 2007 |
| Inti Gas           | Perú | 2008 - 2009 |
| Cienciano          | Perú | 2010 - 2013 |
| Ayacucho FC        | Perú | 2014 - 2017 |
| Carlos A. Mannucci | Perú | 2018        |